# Bahnhof Roma Trastevere

Der Bahnhof Roma Trastevere ist ein Bahnhof im römischen Stadtteil Trastevere. Der Regionalverkehrsknoten wird von der Rete Ferroviaria Italiana (RFI), einer Organisationseinheit der Ferrovie dello Stato, betrieben. Von 2001 bis 2018 lag die Vermarktung und Vermietung der Ladenflächen in Hand der Gesellschaft Centostazioni. Seine Nachbarbahnhöfe sind Ostiense und Quattro Venti beziehungsweise Villa Bonelli.

## Lage
Der Bahnhof liegt an der Piazza Flavio Biondo am südlichen Rand des römischen Stadtbezirks Trastevere, nahe der Grenze zu den Bezirken Marconi und Portuense an der Verzweigung der Bahnstrecken Rom–Pisa und Rom–Flughafen Fiumicino.

## Geschichte

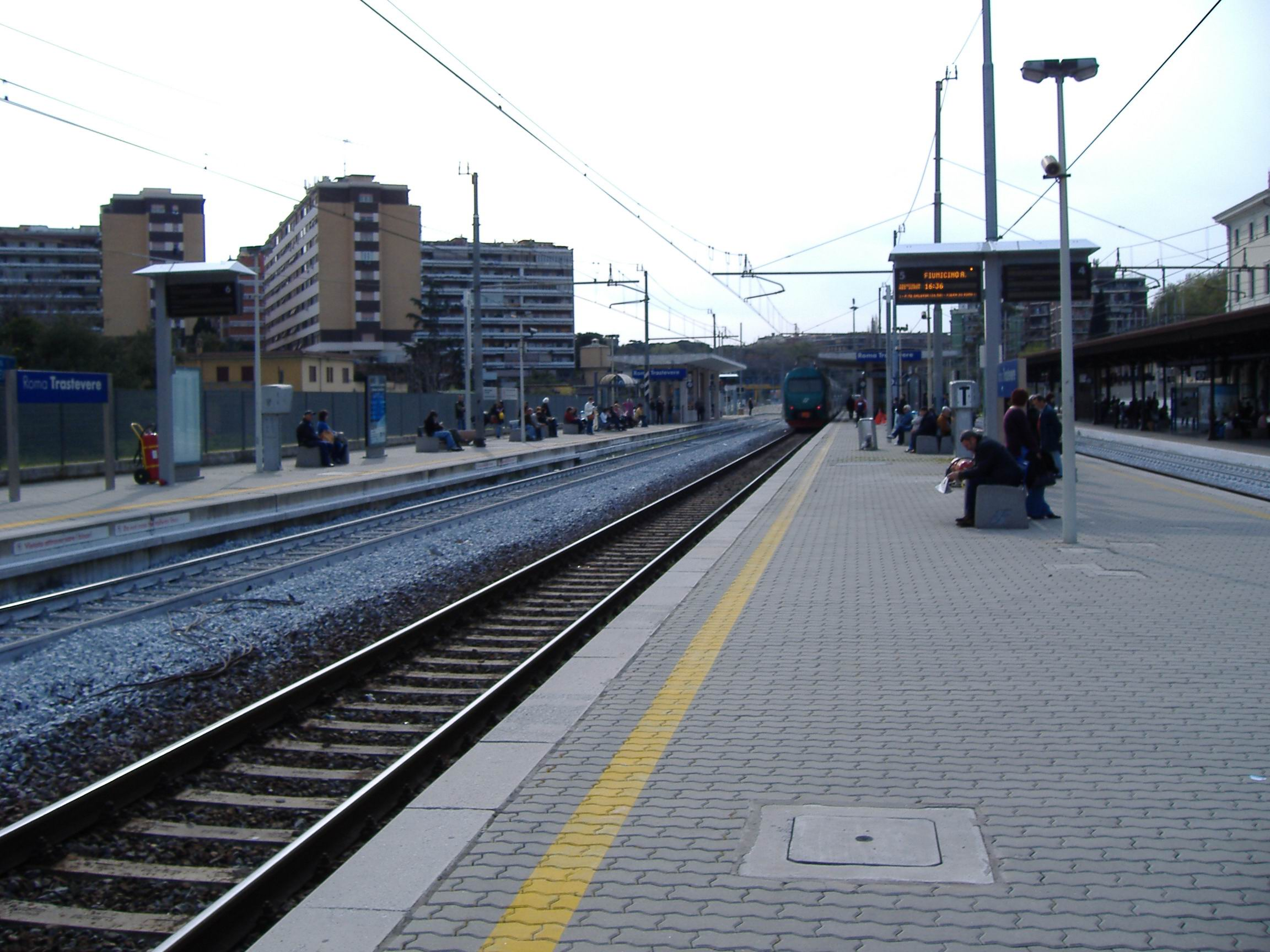
Die Bahnanlagen des Bahnhofs Roma Trastevere

Der erste Bahnhof Trasteveres ging 1856 an der Porta Portese in Betrieb, als die Bahnstrecke zwischen Rom und Civitavecchia in Betrieb genommen wurde. Dieser wurde später zur Piazza Ippolito Nievo. Der heutige Bahnhof wurde am 1. Mai 1911 dem Verkehr übergeben, er ersetzte den alten Bahnhof an der Piazza Ippolito Nievo, der noch bis in die 1950er Jahre als Güterbahnhof weitergenutzt wurde. Das Empfangsgebäude wurde nach Plänen des Architekten Paolo Bo errichtet.
Bis 1990 diente der Bahnhof als Umsteigeknoten zwischen den Strecken nach Pisa und Fiumicino, mit der Einführung eines S-Bahn-ähnlichen Agglomerationssystems in der Metropolregion Rom wurde der Bahnhof nurmehr zu einem Haltepunkt verschiedener Linien, da das Netz neu auf die drei Knotenbahnhöfe Termini, Tiburtina und Tuscolana ausgerichtet wurde.
In jüngster Vergangenheit wurden vor allem auf Initiative der Centostazioni diverse Umbauten und Veränderungen am Bahnhof durchgenommen.

## Verkehr
Der Bahnhof wird ausschließlich von Nahverkehrszügen bedient, die generell im Stundentakt verkehren, im Siedlungsgebiet Roms aber zu einem Halb- oder gar Viertelstundentakt verdichtet sind.
- FL1 Orte–Roma Tiburtina–Roma Tuscolana–Roma Ostiense–Roma Trastevere–Fiumicino Aeroporto
- FL3 Roma Ostiense–Roma Trastevere–Roma San Filippo Neri–Cesano–Bracciano–Viterbo Porta Romana–Viterbo Porta Fiorentina
- FL5 Roma Termini–Roma Tuscolana–Roma Ostiense–Roma Trastevere–Roma San Pietro–Ladispoli-Cerveteri–Civitavecchia

Die Fernverkehrszüge von Rom in Richtung Pisa passieren den Bahnhof ohne Halt.
Die Linien 3 und 8 der Straßenbahn Rom halten vor dem Bahnhof.
| Linie | Verlauf |
| ----- | --- |
|       | Orte – Gallese Teverina – Civita Castellana-Magliano – Collevecchio-Poggio Sommavilla – Stimigliano – Gavignano Sabino – Poggio Mirteto – Fara Sabina-Montelibretti – Piana Bella di Montelibretti – Monterotondo-Mentana – Settebagni – Fidene – Nuovo Salario – Val d’Ala – Roma Nomentana – Roma Tiburtina – Roma Tuscolana – Roma Ostiense – Roma Trastevere – Villa Bonelli – Magliana – Muratella – Ponte Galeria – Fiera di Roma – Parco Leonardo – Fiumicino Aeroporto |
|       | Viterbo Porta Fiorentina – Viterbo Porta Romana – Tre Croci – Vetralla – Capranica-Sutri – Oriolo – Manziana-Canale Monterano – Bracciano – Vigna di Valle – Anguillara – Cesano – Olgiata – La Storta – La Giustiniana – Ipogeo degli Ottavi – Ottavia – Roma San Filippo Neri – Roma Monte Mario – Gemelli – Roma Balduina – Appiano-Proba Petronia – Valle Aurelia – Roma San Pietro – Quattro Venti – Roma Trastevere – Roma Ostiense                                      |
|       | Civitavecchia – Santa Marinella – Santa Severa – Marina di Cerveteri – Ladispoli-Cerveteri – Torre in Pietra-Palidoro – Maccarese-Fregene – Roma Aurelia – Roma San Pietro – Roma Trastevere – Roma Ostiense – Roma Tuscolana – Roma Termini |

## Zukunft
Es ist geplant, den Bahnhof an die geplante Linie D der U-Bahn Rom anzuschließen. Aufgrund finanzieller Probleme wurde der Bau im August 2011 jedoch auf unbestimmte Zeit verschoben. Mit dem Bau der Linie wurde 2018 noch nicht begonnen.